# Džul
Džúl ali joule je v fiziki enota za delo in energijo. Enota joule je del mednarodnega sistema enot, zanjo se uporablja oznaka J. Delo 1 J opravi sila 1 N, ko premakne prijemališče sile za razdaljo 1 m v smeri sile. Enota je imenovana na čast angleškemu fiziku Jamesu Prescottu Joulu.
{\displaystyle {\text{J}}={\frac {{\text{kg}}\cdot {\text{m}}^{2}}{{\text{s}}^{2}}}={\text{N}}\cdot {\text{m}}={\text{Pa}}\cdot {\text{m}}^{3}={\text{W}}\cdot {\text{s}}={\text{C}}\cdot {\text{V}}={\text{A}}\cdot {\text{s}}\cdot {\text{V}}}
Druge enote za energijo so še: elektronvolt, erg, kalorija, kilovatna ura.
Enote joule se ne uporablja za merjenje navora, čeprav je enotsko ustrezna. Z izrecno uporabo enote Nm za merjenje navora se kaže, da se ta količina po svoji naravi razlikuje od dela in energije in je ni moč neposredno pretvarjati v nobeno od njih. Fizikalno sta delo in energija skalarja, navor pa je vektor.